# Psychilis domingensis
Psychilis domingensis är en orkidéart som först beskrevs av Célestin Alfred Cogniaux, och fick sitt nu gällande namn av Ruben Primitivo Sauleda. Psychilis domingensis ingår i släktet Psychilis och familjen orkidéer. Inga underarter finns listade i Catalogue of Life.